# Philip Billing
Philip Billing   (Copenhaguen, 11 de juny de 1996) és un futbolista professional danés que juga de centrecampista per l'AFC Bournemouth anglés.